# 郝世玲
郝世玲（1961年5月—），陕西清涧人，汉族，中国共产党党员。中华人民共和国政治人物、第十三届全国人民代表大会陕西省代表。

## 生平
2018年，郝世玲被选为陕西省出席第十三届全国人民代表大会代表。